# Ciorlano
Ciorlano község (comune) Olaszország Campania régiójában, Caserta megyében.

## Fekvése
A megye északi részén fekszik, Nápolytól 70 km-re északra valamint Caserta városától 45 km-re északnyugati irányban. Határai: Capriati a Volturno, Fontegreca, Prata Sannita, Pratella, Sesto Campano és Venafro.

## Története
A település alapítására vonatkozóan nincsenek pontos adatok. Valószínűleg a kora középkorban alapították, bár egyes régészek szerint alapítása a rómaiak idejére nyúlik vissza. 1064-ben a Monte Cassinó-i bencés apátság szerezte meg, majd a 11. századtól nemesi birtok lett.  A 19. század elején, amikor a Nápolyi Királyságban felszámolták a feudalizmust Pratella része lett. 1898-ban vált önálló községgé.

## Népessége
A népesség számának alakulása:

## Főbb látnivalói
- San Nicola-templom
- Santa Maria Assunta-templom